# Neofiber alleni
Genre
Espèce
Statut de conservation UICN

 LC  : Préoccupation mineure
Neofiber alleni est une espèce de rongeur endémique des États-Unis. Elle est la seule espèce du genre Neofiber.
Il est nommé « Round-tailed muskrat » (rat musqué à queue ronde) aux États-Unis et au Canada, car à la différence du rat musqué, sa queue (peu poilue) est de section ronde. 
Il est nocturne et actif toute l’année.

## Description
Il mesure 28,5 – 38,1 centimètres de long. La queue est longue comme la moitié du corps. Les oreilles sont rondes et petites (15 à 22 millimètres). Le museau est court et entouré de longs favoris qui le font plus ressembler au hamster qu’aux rats européens et asiatiques. 

Sa fourrure est épaisse, à deux sortes de poils : bruns, brillants foncés pour les plus longs et bruns pour le duvet, tous étant plus clairs à leur base. 

Les orteils sont munis de solides griffes.
Il construit des huttes aux dômes de taille variable, avec des herbes et autres éléments végétaux trouvés dans les marais.

## Répartition et habitat
On le trouve aux États-Unis, dans les états de Floride et de Géorgie. C'est une espèce semi-aquatique qui vit dans les marécages ou d'eau douce ou salée. En Floride, il vit de préférence dans les Panicum hemitomon et les Pontederia lanceolata.

## Alimentation
Ils se nourrissent principalement des racines de plantes aquatiques. Il consomme notamment les Nymphaea, les Panicum, les Sporobolus et les Echinochloa.

## Reproduction
La reproduction a lieu toute l'année avec un pic à l'automne. La gestation dure de 26 à 29 jours. La femelle a entre 4 et 6 portées par an avec 1 à 4 petits par portée.

## Statut et menaces
Bien qu’en régression et rare en Floride, il ne bénéficiait pas partout d’un statut de protection, mais il est protégé dans certains États et suivi dans quelques aires protégées où subsistent de petites populations.

Il peut accessoirement se nourrir de canne à sucre, de riz et d'autres plantes cultivées dans les sols humides ou périodiquement submergés, ce qui a pu le faire considérer comme « nuisible » par certains agriculteurs. 

Les principales menaces qui pèsent sur lui sont l'isolement génétique des populations à la suite de la fragmentation de ses habitats, et du drainage des marais.